# Tobias Stimmer

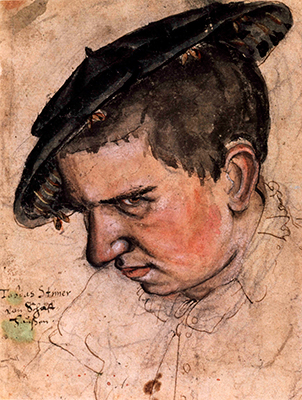
Tobias Stimmer; Selbstbildnis 1563.

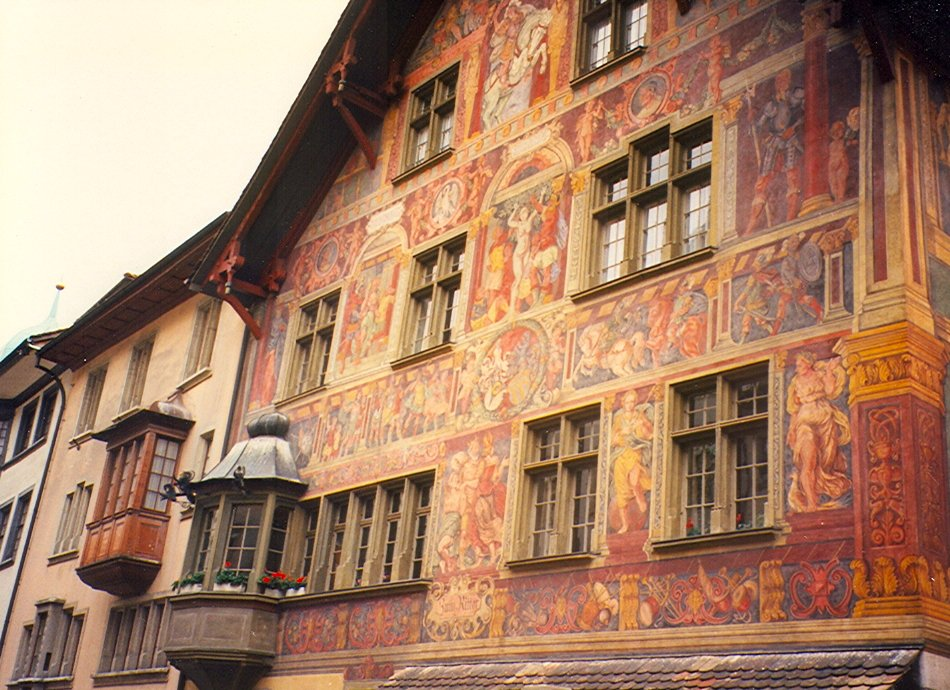
Haus zum Ritter in Schaffhausen

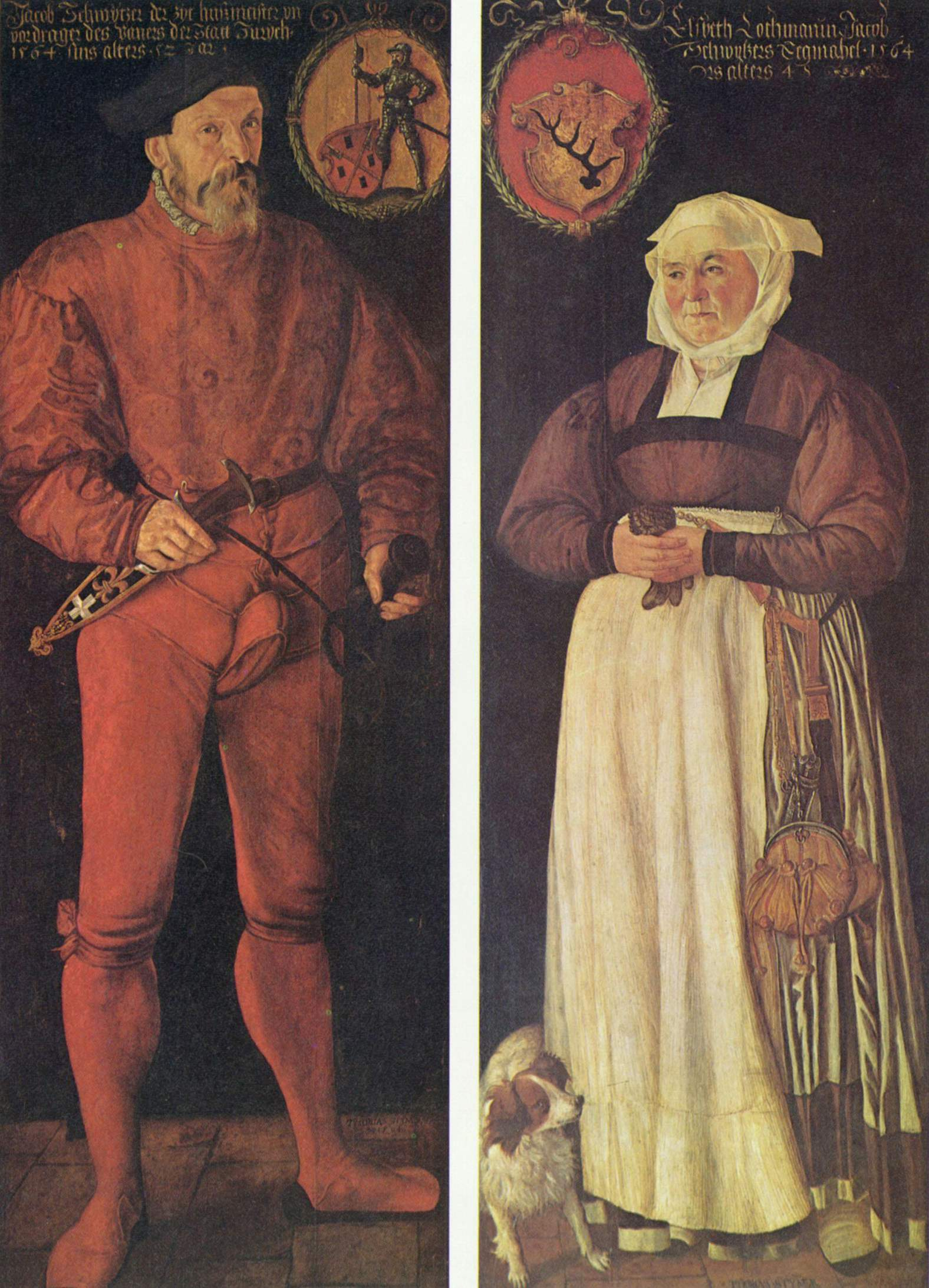
Porträts des Zürcher Pannerherren Jacob Schwytzer und seiner Ehefrau Elsbeth Lochmann

Tobias Stimmer (* 7. April 1539 in Schaffhausen; † 4. Januar 1584 in Straßburg) war ein Schweizer Maler, Zeichner und Holzschneider.

## Herkunft
Tobias Stimmer wurde als ältester Sohn eines Schönschreibers und Deutschschulmeister in Schaffhausen geboren. Vier seiner zehn Geschwister sind als eigenständige Künstler nachweisbar: Abel Stimmer (1542–1606) als Maler und Radierer, Gideon Stimmer (1545–1578) als Maler und Zeichner für Glasmalerei, Hans Christoffel Stimmer (1549–1578) als Formschneider und Josias Stimmer (1544–nach 1574) als Maler.

## Künstlerische Laufbahn
1564 entstanden das Bildnis des Zürcher Arztes und Naturforschers Conrad Gessner, das Doppelbildnis des Zürcher Pannervorträgers Jacob Schwyzer und seiner Frau Elsbeth Lochmann, sowie ein Ölporträt des Reformators Heinrich Bullinger, dessen Original verschollen, doch in zeitgenössischen Kopien überliefert ist. 1567 porträtierte Stimmer den Zürcher Bürgermeister Bernhard von Cham. Ab 1568 entstanden Auftragsarbeiten für Illustrationen (etwa Holzschnitte) Basler, Strassburger und Heidelberger Verleger (Bernhard Jobin, Johann Spies). Im gleichen Jahr schuf Stimmer für Hans von Waldkirch die Fassadenmalereien des Hauses zum Ritter in Schaffhausen. 1569 bis 1570 hielt sich Tobias Stimmer in Como auf, wo er im Auftrag des Basler Verlegers Pietro Perna die berühmte Porträtsammlung des Historikers Paolo Giovio abzeichnete. Nach der Rückkehr liess sich Tobias Stimmer in Strassburg nieder. Dort war er als Illustrator für Johann Fischart und Bernhard Jobin in grossem Umfang tätig. 1571 bis 1574 gestaltete Tobias Stimmer im Auftrag des Mathematikers und Astronomen Conrad Dasypodius das Gehäuse der astronomischen Uhr im Strassburger Münster. Er war ebenfalls für den Entwurf der Figuren zuständig. Ab 1575 erschienen bei Perna in Basel die Porträtfolgen nach den Zeichnungen, die Tobias Stimmer in Como angefertigt hatte. Jacob Burckhardt verwies auf die Bedeutung der Porträts (so Leon Battista Alberti, Leonardo da Vinci, Michelangelo, Cesare Borgia, Karl der Kühne), umso mehr da die Originale zum Teil verschollen sind. 1576 erschien bei dem Basler Verleger Thomas Guarin die von Tobias Stimmer gestaltete und Johann Fischart bearbeitete Bilderbibel, der Höhepunkt des Schaffens von Tobias Stimmer als Illustrator. Von 1576 bis 1578 malte Tobias Stimmer die Decke des Neuen Schlosses in Baden-Baden mit 13 allegorischen Figuren aus. Anfang Januar 1584 starb Tobias Stimmer in Straßburg im Alter von 45 Jahren.

## Bedeutung
Tobias Stimmer gilt nach Holbein als der markanteste Künstler seiner Zeit. Trotz seiner qualitativen Leistungen ist sein Werk vergleichsweise wenig bekannt. Eine Ursache dafür dürfte die hohe Verlustrate seiner Werke in den Kriegen der letzten Jahrhunderte sein. Der letzte große Verlust von sieben Bildern aus der Sammlung des Museum zu Allerheiligen ereignete sich infolge der Bombardierung von Schaffhausen am 1. April 1944 durch alliierte Flugzeuge. Die Bestände des ehemaligen Klosters Allerheiligen wurden wieder erweitert.
Er schrieb auch Komödien.

## Buchausgaben
- Tobias Stimmer: Comedia: ein nüw schimpff spil von zweien Jungen Eeleute wie sey sich in fürfallender reiss beiderseitz verhalte / gestellt durch T.S.V.S.M.; [zum ersten Mal hrsg. von Jakob Oeri]. [Jacob Huber], Frauenfeld 1891.
- Tobias Stimmer: Comedia von zweien jungen Eheleuten gestellt durch Tobiam Stimmer von Schaffhausen, Maler Anno 1580, den 22 Dezember. Nunmehr von neuem auf die Bahn gebracht durch Georg Witkowski. Haessel, Leipzig 1915.
- Tobias Stimmer: Neue künstliche Figuren biblischer Historien / gründlich von Tobia Stimmer gerissen und zu gotsfürchtiger ergetzung andächtiger Hertzen mit artigen Reimen begriffen durch J.F.G.M. Basel 1576 (ND München 1923).